# Sistema de Informações da República Portuguesa
Sistema de Informações da República Portuguesa (SIRP) ist eine staatliche Struktur in Portugal zur Koordination seiner Nachrichtendienste. Es besteht seit 1984. SIRP ist die übergeordnete Behörde des Serviço de Informações de Segurança, welcher für nachrichtendienstliche Tätigkeit innerhalb des Landes zuständig ist und des Serviço de Informações Estratégicas de Defesa (SIED), welcher für militärische Aufklärung zuständig ist.

## Ursprünge
Er ist die Nachfolgeorganisation der Polícia Internacional e de Defesa do Estado (PIDE) unter dem Diktator António de Oliveira Salazar. PIDE war eine Geheimpolizei und wurde von ihm direkt kontrolliert. Nominell war er dem Justizministerium zugeordnet. PIDE wurde 1968 in Direcção Geral de Segurança Serviço de Informações de Segurança (DGS) umbenannt und nach der Nelkenrevolution im Jahr 1974 aufgehoben. 
Wegen der PIDE/DGS-Aktivitäten dauerte die Einrichtung eines neuen zivilen Geheimdienstes mehr als ein Jahrzehnt. Nach der Ermordung eines Vertreters der PLO bei der Sozialistischen Internationale 1983 und eines Terrorangriffs auf die türkische Botschaft sah die portugiesische Regierung es als Notwendigkeit an einen neuen Nachrichtendienst zu gründen. 